# Słup (powiat jaworski)
Słup (niem. Schlaup) – wieś w Polsce położona w województwie dolnośląskim, w powiecie jaworskim, w gminie Męcinka.

## Podział administracyjny
W latach 1945−1954 siedziba gminy Słup. W latach 1975–1998 miejscowość administracyjnie należała do województwa legnickiego.

## Geografia
Wieś położona jest w odległości 4 km na północny zachód od Jawora, nad Nysą Szaloną.
Bezpośrednio nad miejscowością, od strony południowo-wschodniej wznosi się zapora zbiornika retencyjnego „Słup”, a wieś przecinają dwa upusty zalewu (jeden czynny i jeden awaryjny).

## Nazwa
Nazwa miejscowości, popularna na Słowiańszczyźnie, wywodzi się prawdopodobnie od jednego ze „słupów” – wież strażniczych dzięki, którym mieszkańcy mogli obserwować okolicę aby ustrzec się przed niespodziewanym napadem. Według niemieckiego językoznawcy Heinricha Adamy’ego nazwa miejscowości pochodzi od polskiej nazwy "słup". W swoim dziele o nazwach miejscowych na Śląsku wydanym w 1888 roku we Wrocławiu wymienia on jako najstarszą zanotowaną nazwę miejscowości Slup podając jej znaczenie "Pfahlhof" czyli po polsku "Słup na dziedzińcu". Nazwa została później fonetycznie zgermanizowana na Schlaup i utraciła swoje pierwotne znaczenie.
Wieś wzmiankowana była po raz pierwszy w 1177 r. jeszcze jako posiadłość Dzierżykraja, zaś od 1202 r. już jako Słup (Zlup). Kolejny dokument z 1202 roku wydany przez biskupa wrocławskiego Cypriana wymienia miejscowość w zlatynizowanej obecnie stosowanej polskiej formie Slup. W dokumencie z 1217 roku wydanym przez biskupa wrocławskiego Lorenza miejscowość wymieniona jest w zlatynizowanej, staropolskiej formie Zlup. W 1295 w kronice łacińskiej Liber fundationis episcopatus Vratislaviensis (pol. Księga uposażeń biskupstwa wrocławskiego) miejscowość wymieniona jest jako Scapil. W jednym z dokumentów lubiąskich wymieniony jest jako Slup.

## Historia

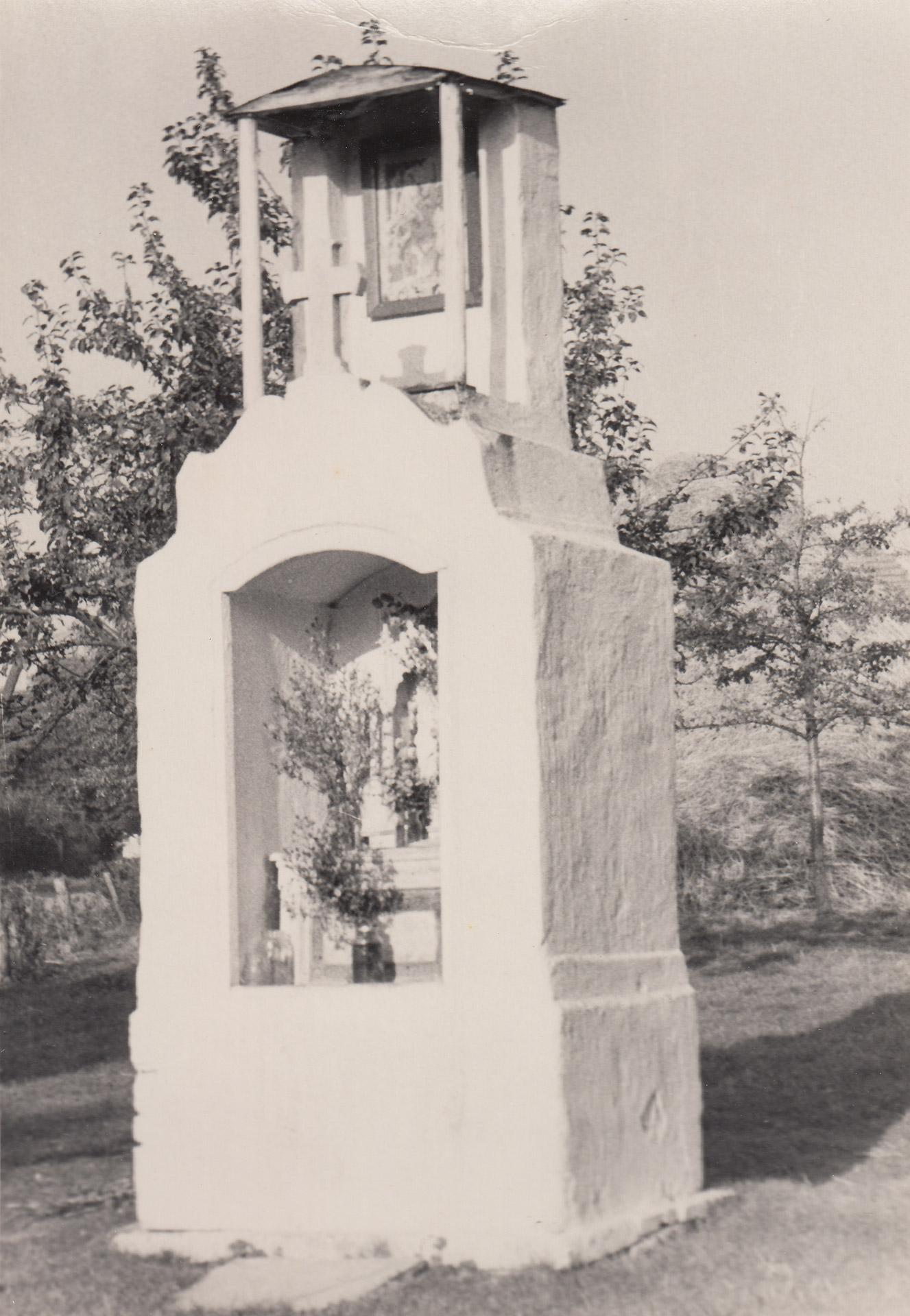
Kapliczka przydrożna w 1960 r.

Niektóre źródła podają, że 26 kwietnia 1177 r. książę Polski Mieszko III Stary potwierdził zgodę księcia Bolesława Wysokiego na przekazanie wsi cystersom z Lubiąża, którzy w pobliskiej Winnicy w 1202 założyli swą grangię (cysterski folwark). Od tego czasu do początku XIX w. losy Słupa jako stolicy dóbr klasztornych wiązały się nierozerwalnie z zakonnikami. Na unoszącym się nad okolicą bazaltowym wzgórzu już w połowie XIII w. powstał kościół parafialny pw. Wniebowzięcia NMP, pod który podlegały Męcinka, Pomocne, Małuszów, Chełmiec, Janowice Duże i Gniewomierz.  W obrębie murów znajdował się także parafialny cmentarz z kaplicą pogrzebową i ossarium – kaplicą, w której gromadzono kości z dawnych grobów (zachowane do dziś). W XV wieku, w trakcie wojen husyckich Słup został spalony, a następnie odbudowany. Obecny kształt kościół parafialny otrzymał w wyniku przebudowy z 1716 r., gdy m.in. otrzymał bogaty, barokowy wystrój wnętrza (m.in. freski i rzeźby, chrzcielnica), oraz późniejszym z XIX w., kiedy m.in. dobudowane zostały empory. W 1843 r. przy kościelnym murze został pochowany o. Sebastian Berg, ostatni cysters z Lubiąża.
W 1945 r. wieś została włączona do Polski. Jej dotychczasowych mieszkańców wysiedlono do Niemiec. W najnowszej, powojennej historii Słupa należy odnotować rok 1974 (rozpoczęto budowę tamy na Nysie Szalonej; budowę wraz z Zalewem Słup zakończono 1978) oraz pierwsze lata XXI w. (uruchomiono komercyjną elektrownię wiatrową o mocy 160 kW – 1 wiatrak).

## Zabytki

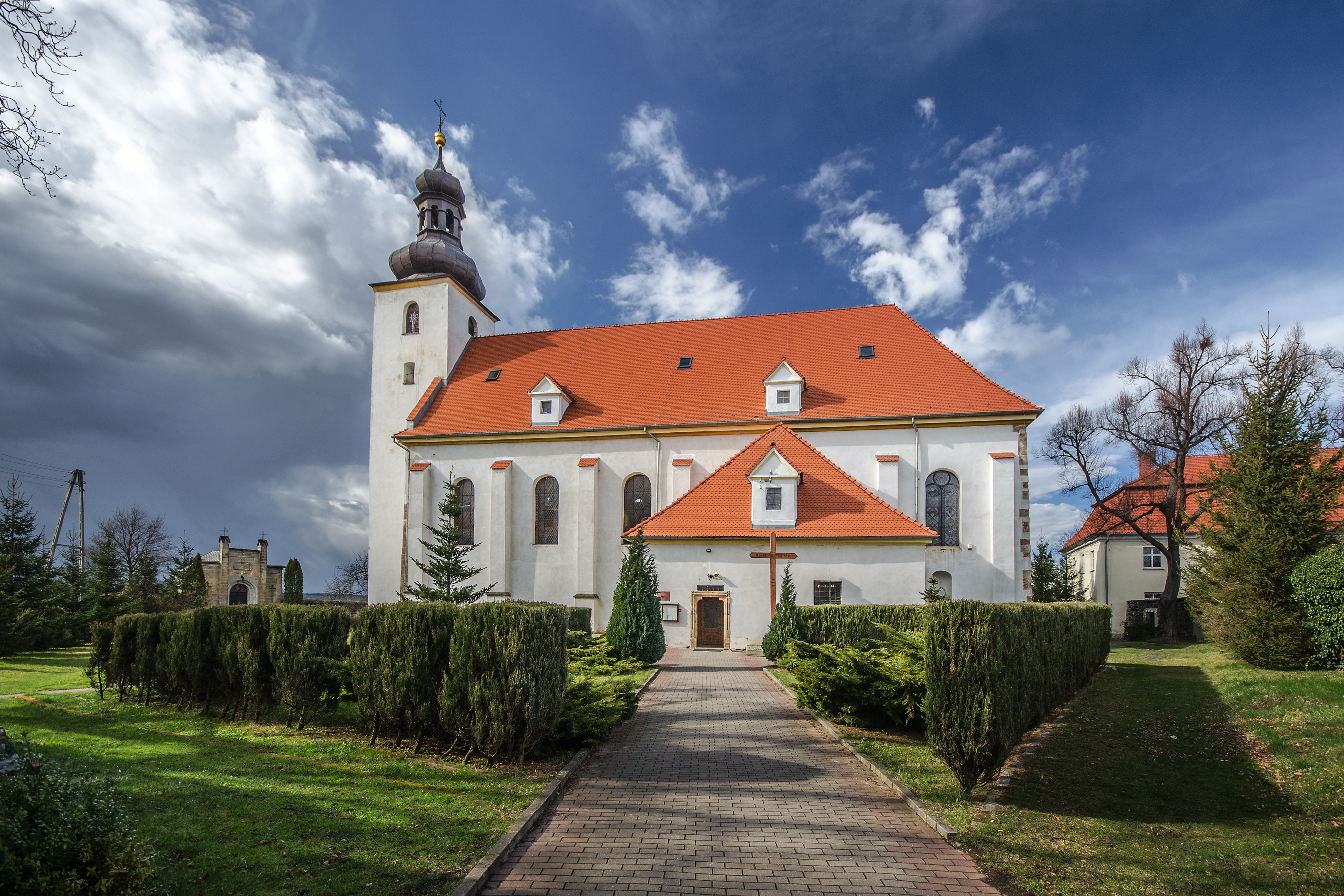
Kościół Wniebowzięcia NMP

Do wojewódzkiego rejestru zabytków wpisane są obiekty:
- kościół par. pw. Wniebowzięcia NMP, z XV-XX w.
- cmentarz
- kaplica cmentarna, z XVI w.
- plebania, nr 58, z 1716 r.

### Inne zabytki

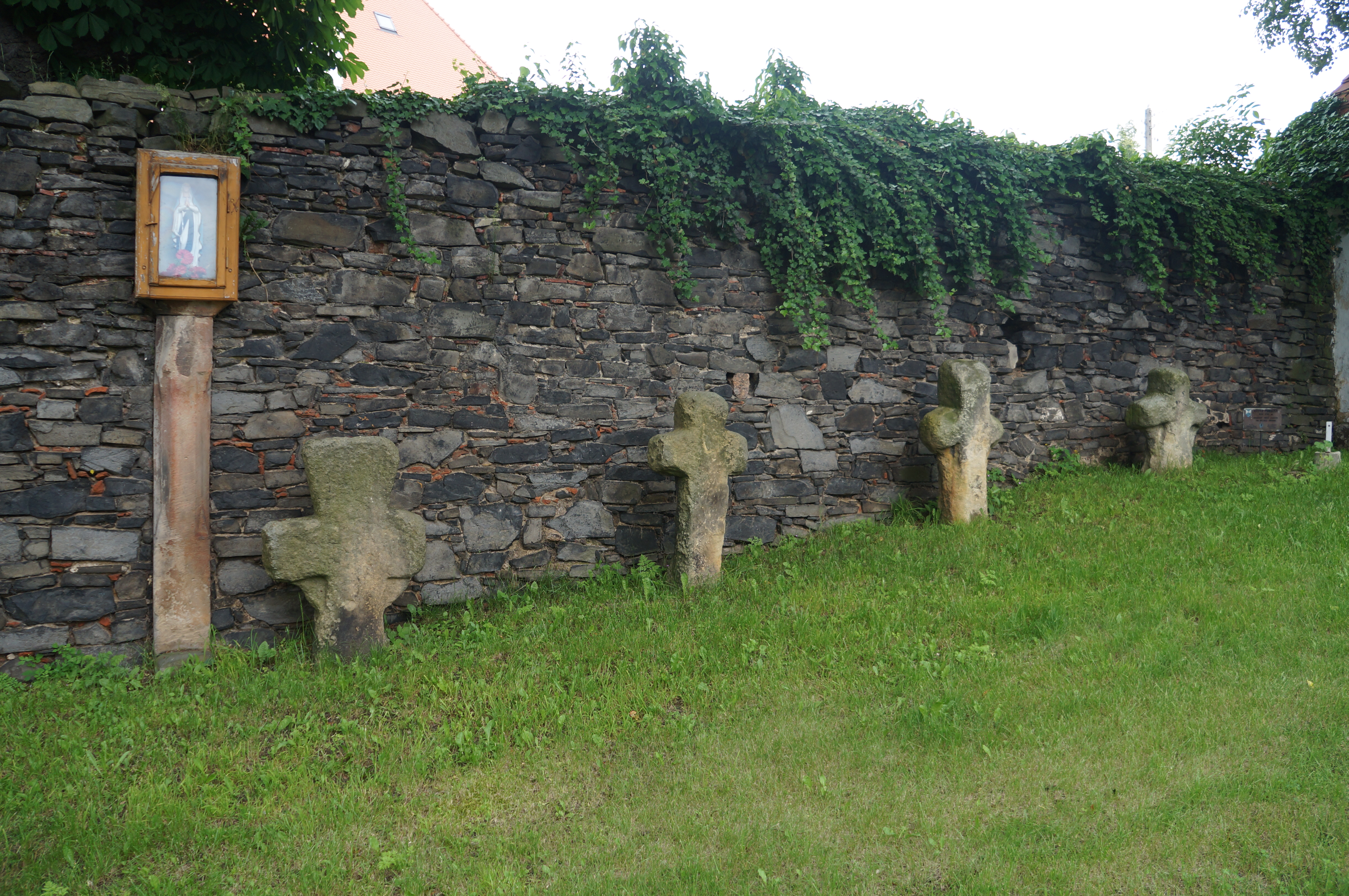
Kapliczka słupowa i kamienne krzyże w Słupie

- cztery stare kamienne krzyże ustawione przed murem cmentarza kościelnego oraz kapliczka słupowa wmurowana w mur. Krzyże i kapliczka określane są często jako tzw. pokutne co jednak nie ma podstaw w żadnych  dowodach ani badaniach, a jest oparte jedynie na nieuprawnionym założeniu, że wszystkie stare kamienne krzyże monolitowe, o których nic nie wiadomo,  są krzyżami pokutnymi[12], chociaż w  rzeczywistości powód fundacji takich krzyży może być różnoraki, tak jak każdego innego krzyża. Niestety hipoteza ta stała się na tyle popularna, że zaczęła być odbierana jako fakt i pojawiać się w lokalnych opracowaniach, informatorach czy przewodnikach jako faktyczna informacja, bez uprzedzenia, że jest to co najwyżej luźny domysł bez żadnych bezpośrednich dowodów.

## Komunikacja
Do Słupa można dojechać autobusami PKS z Jawora oraz PKS i mikrobusami prywatnymi z Legnicy do pętli w Winnicy (3 km od wsi). W Winnicy zatrzymuje się prywatny mikrobus relacji Złotoryja – Jawor – Wrocław.

## Miejsca godne uwagi
- Kościół wraz z terenem przyległym
- Zapora zbiornika retencyjnego oraz obiekty hydrotechniczne
- Elektrownia wiatrowa na wzgórzu nad zalewem

## Szlaki turystyczne
Przez Słup przebiegają lub rozpoczynają w nim swój bieg następujące oznakowane szlaki turystyczne PTTK:
- Szlak Nad Nysą Szaloną z Czerwonego Kościoła (16 km na północ) do Męcinki (3 km na południe od Słupa, łączna długość – 19 km);
- Szlak spacerowy – ze Słupa do przystanku PKP Brachów wzdłuż brzegu zbiornika Słup (4 km na zachód).